# Winspeare
Les Winspeare sont les représentants d'une famille catholique anglaise originaire de l'île de Man, établie par la suite dans le Yorkshire qui quittèrent l'Angleterre après la chute de la maison Stuart. Au début du XVIIIe siècle, ils s'installent dans le royaume de Naples avec David Winspeare (Londres 1704 – Naples 1764) où ils deviennent une famille nobiliaire italienne dont plusieurs membres ont participé à l'histoire de l'unification italienne.
Les principaux représentants sont :
- Francesco Antonio Winspeare (1778-1870), militaire et homme politique italien, frère du suivant.
- Davide Winspeare (1775-1847), frère du précédent, juriste, auteur de Storia degli abusi feudali, fait baron par Joachim Murat, il participe au gouvernement de Naples, lors de la restauration des Bourbons.
- Edoardo Winspeare-Guicciardi (1965), réalisateur italien.